# 维约佐斯
维约佐斯（法語：Vieuzos，法語發音：[vjøzɔs]）是法国上比利牛斯省的一个市镇，属于塔布区。

## 地理
维约佐斯（43°15'30"N, 0°27'0"E）面积4.93 平方千米，位于法国奧克西塔尼大區上比利牛斯省，该省份为法国西南部内陆省份，北至热尔省，西接大西洋比利牛斯省，南与西班牙接壤，东临上加龙省。
与维约佐斯接壤的市镇（或旧市镇、城区）包括：贝特普伊、科布、锡佐斯、萨巴罗斯、图尔努德旺。

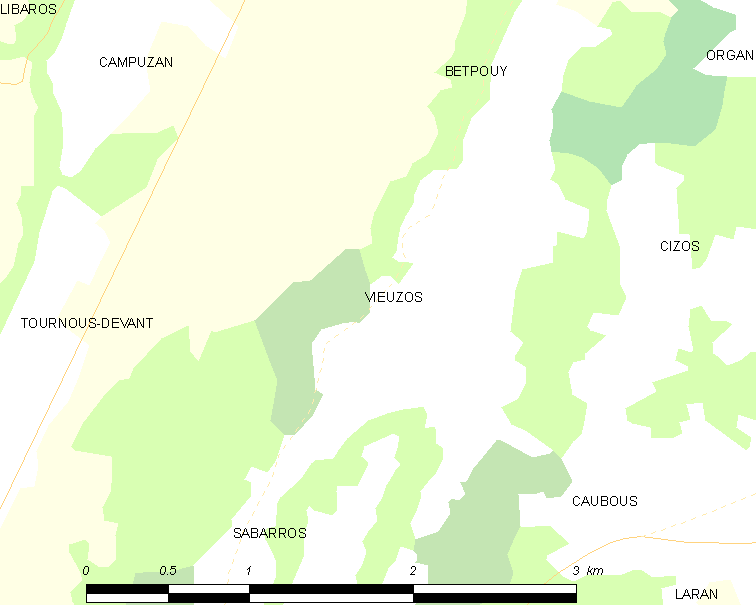
维约佐斯的OSM定位图

维约佐斯的时区为UTC+01:00、UTC+02:00（夏令时）。

## 行政
维约佐斯的邮政编码为65230，INSEE市镇编码为65468。

## 政治
维约佐斯所属的省级选区为山丘县。

## 人口

1962-2008年间维约佐斯人口变化图示

维约佐斯于2022年1月1日时的人口数量为49人。